# Ernesto Perren

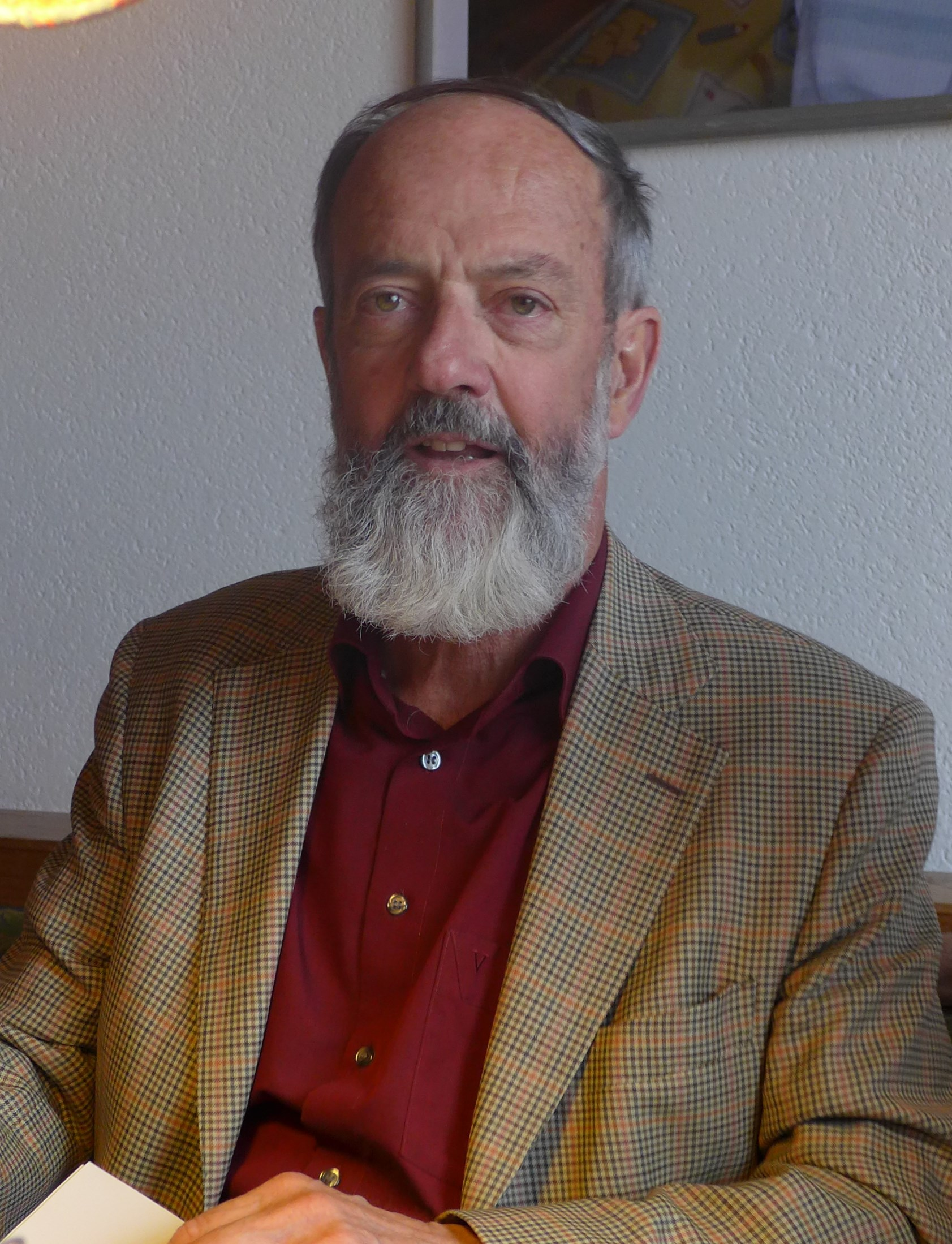
Ernesto Perren 2015

Ernesto Perren (* 1. Januar 1942 in Zermatt im Kanton Wallis, als Ernest-Joseph Perren) ist ein Schweizer Schriftsteller.

## Leben
Ernesto Perren stammt aus einer Zermatter Bergführerfamilie. Nach der Handels- und Verkehrsschule in Brig sowie dem Besuch diverser Mittelschulen in Luzern und Zürich, die Perren ohne Abschluss verliess, folgten Sprachaufenthalte in der Westschweiz, im Tessin, in England, Frankreich, Spanien und Südamerika. 1968 liess sich Perren bei der Swissair zum Luftverkehrsfachmann ausbilden und arbeitete 26 Jahre in diesem Unternehmen. 1994 kehrte er nach Zermatt zurück und machte sich als Reise- und Trekkingleiter im Tourismus selbstständig. Perren war Vizepräsident des Walliser Schriftstellervereins.
Ernesto Perren veröffentlichte Sachbücher und Bild-Text-Bände zur Bergwelt des Wallis und des Mattertales sowie zur Tourismus- und Hotelleriegeschichte Zermatts und machte sich als Essayist, Lyriker und Herausgeber einen Namen. In seinen Essays befasst sich Perren mit der Kulturgeschichte der Alpen und des Alpinismus sowie mit der Kultur- und Geistesgeschichte des europäischen Raumes.
Ernesto Perren ist mit der Kinderbuchautorin und Illustratorin Yolanda Perren-Terzi verheiratet.

## Werke (Auswahl)

### Sachbücher
- Am Wege zur leuchtenden Pyramide. Das Weisshorn und seine 100-jährige Geschichte. Mit Luzius Kuster. Rotten Verlag Visp, 2000
- Wallis – deine Berge: die schönsten Gipfel im Wort gebannt, im Bilde eingefangen, Fotos Ludwig Weh, 3. überarbeit. Aufl. Rotten Verlag Visp, 2004
- Hotels erzählen: 150 Jahre Riffelberg, 125 Jahre Grand Hotel Zermatterhof, Hrsg.: Burgergemeinde Zermatt, Rotten Verlag Visp, 2004
- 100 Jahre im Banne des Monte Rosa: 3100 Kulmhotel Gornergrat, Rotten Verlag Visp, 2007
- Wanderführer Zermatt, alpine monument, Rotten Verlag Visp, 2003 und 2. Aufl. 2013

### Essays
- Wendezeit – Zeitenwende. Geistes- und Kulturgeschichtliche Betrachtungen. Essay, Erzählungen und Gedichte. Mit Illustrationen von Yolanda Perren. Rotten Verlag Visp, 2013
- Mythos Matterhorn, Essays um den Berg der Berge. Valmedia Verlag Visp, 2015

### Lyrik
- Wenn Erde und Himmel sich berühren. Berg-, Natur- und Stimmungsgedichte, Verlag Montserrat Zermatt, 1997

### Herausgeberschaft
- Aroleit. Berg- und Talgeschichten. Rotten Verlag Visp, 2011

## Ehrungen und Auszeichnungen
- Anerkennungspreis zum UNO-Jahr der Berge, Gemeinde Zermatt für «Wallis – deine Berge», 2002
- Literaturpreis des Walliser Schriftstellervereins WSV für «Am Wege zur leuchtenden Pyramide» 2005
- Raiffeisen-Kulturpreis, 2007[2]
- Kulturpreis der Gemeinde Zermatt, 2012[2]
- Preis des Walliser Schriftstellervereins WSV für «Wendezeit-Zeitenwende», 2013

## Mitgliedschaften
- Adolf Fux Stiftung
- ADS Autorinnen und Autoren der Schweiz
- Deutschschweizer PEN Zentrum (DSPZ)
- Kultur Zermatt
- ProLitteris Schweizerische Urheberrechtsgesellschaft für Literatur und Kunst
- Schweizer Alpen Club SAC
- Schweizerische Gesellschaft für die Rechte der Urheber musikalischer Werke (SUISA)
- Zermatt Tourismus